# Bluehenge
Bluehenge of Bluestonehenge is een overblijfsel van een steencirkel, die op anderhalve kilometer van Stonehenge is gelegen.
De plaats werd in de zomer van 2009 ontdekt, omdat enkel nog sporen teruggevonden werden van de gaten waarin de stenen stonden. De plek werd Bluehenge gedoopt vanwege de kleur van de 27 stenen uit Wales die ooit de cirkel vormden. De cirkel werd onderzocht door onderzoekers van de Universiteit van Sheffield.